# Echinox
Az Echinox Kolozsváron megjelenő román, magyar és német nyelvű irodalmi-kulturális folyóirat. 1968-tól adja ki a kolozsvári Babeș–Bolyai Tudományegyetem.1990-től francia, angol és latin nyelvű oldalakkal is bővült.

## Főszerkesztői és igazgatói(1968-2008)
Ion Pop, Eugen Uricaru, Marian Papahagi, Ion Vartic, Ștefan Borbély, Corin Braga, Adrian Papahagi, Horea Poenar.

## Szerkesztői és szerzői (1968-2008). Az Echinox-galaxis
Gheorghe Achim, Georg Aescht, Radu Afrim, Asztalos Ildikó, Eugen Axinte, Izabella Badiu, Mircea Baciu, Orlando Bălaș, Silvia Balea, Balló Áron, Balogh András, Cornel Ban, Alexander Baumgarten, Nicolae Băciuț, Eugen Băican, Mihai Barbulescu, Beke Mihály András, Nicoleta Bechiș, Mircea Bențea, Mircea Berceanu, Mariana Bojan, Boér Géza, Iulian Boldea, Ștefan Borbély, Andaluna Borcilă, Cosmin Borza, Ioana Bot, Corin Braga, Bréda Ferenc, Bretter Zoltán, Helmut Britz, Ion Bucșa, Kozma Szilárd, Ion Buduca, Carmen Bujdei, Radu Câmpeanu, Sanda Cârstina, Adriana Cean, Ioan Cercel, Ruxandra Cesereanu, Dumitru Chioaru, Al.Cistelecan, Ioana Cistelecan, Aurel Codoban, Mircea Constantin, Sanda Cordoș, Octavian Cosman, Florin Creanga, Casandra Cristea, Ion Critofor, Ion Cristoiu, Csoma Enikő, Dan Damaschin,  Ștefan Damian, I.Maxim Danciu, Ștefan Dărăbuș, Radu Diaconescu, Nicolae Diaconu, Victor Dietrich, Roxana Din, Gabriel Dombri, Ilinca Domșa, Mihai Dragolea, Melania Duma, Egyed Péter, Cristina Felea, Raluca Filip, Dinu Flămând, Pop Flore, Dayana Frațilă, Daniel Fulga, Maria Elena Ganciu, Ovidiu Ghitta, Mircea Ghițulescu, Vasile Gogea, Alex Gildiș, Andrei Goția, Adrian Grănescu, Ioan Groșan, Gaal György, Anca Hațegan, Constantin Hârlav, Brigitt Hellmann, Heltai Péter, Ioan Hirghiduș, Puiu Hițicaș, Hodor Adél, Anton Horvath, Horváth István, Emil Hurezeanu, Letiția Ilea, Vincențiu Iluțiu, Anda Ionaș, Al.Th.Ionescu, Marius Iosif, Józsa T.István, Ruxandra Ivancescu, Kereskényi Sándor, Keszthelyi András, Berndt Kolf, Komáromi Béla, Kovács István, Éva László-Herbert, Marius Lazar, Virgil Leon, Lőrincz Csaba, Magyari Tivadar, Liviu Malița, Ștefan Manasia, Călin Manilici, Ion Marcoș, Andrei Marga, Gabriel Marian, Máté Gábor, Ștefan Melancu, Virgil Mihaiu, Anca Mihalache, Ciprian Mihali, Ioan Milea, Dan Mincan, Ion Mircea, Ovidiu Mircean, Sorin Mitu, Ioan Moldovan, Rareș Moldovan, Florin Morar, Peter Motzan, Cristina Müller, Marianna Müller, Ion Mureșan, Ovidiu Mureșan, Viorel Mureșan, Vasile Muscă, Mircea Muthu, Valentin Naumescu, Gabriel Năsui, Mihai Neamțu, Daniel Necșa, Néda Zoltán, Carmen Negulei, Alin Nemecz, Németi Rudolf, Anca Noje, Letiția Olaru, Nicolae Oprea, Aurel Pantea, Adrian Papahagi, Laura Pavel, Ovidiu Pecican, Ion Pecie, Gheroghe Perian, Cosmin Perța, Lucian Perța, Mircea Petean, Călin Petrar, Marta Petreu, Gabriel Petric, Al.Pintescu, Petru Poantă, Virgil Podoabă, Antonela Pogăceanu, Augustin Pop, Cristina Pop, Ion Pop, Ion Aurel Pop, Ioan Pop-Curșeu, Stefana Pop-Curșeu, Adrian Popescu, Ioan Peianov-Radin, Olimpia Radu, Ilie Radu-Nandra, Dan Rațiu, Iuliu Rațiu, Constantin M.Răduleț, Nora Rebreanu Sava, Rostás Zoltán, Marcel Constantin Runcaru, Tiberiu Rus, Sántha Attila, Vasile Sav, Nicoleta Sălcudeanu, Constantin Săplăcan, Cristina Sărăcuț, Klaus Schneider, Maria Schullerus, Anton Seitz, Felicia Sicoe, Roxana Sicoe, Andrei Simuț, Ioan Simuț, Adrian Sârbu, Arthur Sofalvi Larion, Octavian Soviany, Werner Söllner, Adriana Stan, Adrian Suciu, Daniel Suciu, Szőcs Géza, Szölösi Ingeborg, Dan Șăulean, Aurel Șorobetea, Radu Toderici, Traian Ștef, Lucian Ștefănescu, Cristina Tataru, Thamó Csaba, Ștefania Timofte, Liliana Truța, Adrian Tudurachi, George Țâra, Radu G.Țeposu, Aura Țeudan, Mircea Țicudean, Ungváry-Zrinyi Imre, Ion Urcan, Eugen Uricaru, Luminița Urs, Carmen Varfalvi-Berinde, Ion Vartic, Paul Vasilescu, Corbel Vîlcu, Diana Veza, Alexandru Vlad, Marius Voinea, Andrei Zanca, Liviu Zapirtan, Laura Zăvăleanu.

## Az Echinox magyar nyelvű oldalainak a szerkesztői
Asztalos Ildikó, Balló Áron, Balogh András, Beke Mihály András, Boér Géza, Bréda Ferenc, Bretter Zoltán, Csoma Enikő, Egyed Péter, Gaal György, Heltai Péter, Hodor Adél, Horváth István, Józsa T.István, Kereskényi Sándor, Keszthelyi András, Komáromi Béla, K. Kovács István, László-Herbert Éva, Lőrincz Csaba, Magyari Tivadar, Néda Zoltán, Németi Rudolf, Rostás Zoltán, Sántha Attila, Szőcs Géza, Thamó Csaba, Ungváry-Zrinyi Imre.

## Az Echinox német nyelvű oldalainak a szerkesztői
Georg Aescht, Helmut Britz, Brigitt Hellmann, Victor Dietrich, Berndt Kolf, Éva László-Herbert, Peter Motzan, Klaus Schneider, Maria Schullerus, Anton Seitz, Werner Söllner, Szölösi Ingeborg.